# Keith Carradine
Keith Ian Carradine (n. 8 august 1949, San Mateo, California, SUA) este un actor american. Este fiul lui John Carradine.

## Filmografie

### Film
| An   | Titlu                                 | Rol                                   | Note                                                                           |
| ---- | ------------------------------------- | ------------------------------------- | ------------------------------------------------------------------------------ |
| 1971 | McCabe & Mrs. Miller                  | Cowboy                                |                                                                                |
| 1971 | A Gunfight                            | The Young Gunfighter                  |                                                                                |
| 1973 | Emperor of the North Pole             | Cigaret                               |                                                                                |
| 1973 | Idaho Transfer                        | Arthur                                |                                                                                |
| 1973 | Hex                                   | Whizzer                               |                                                                                |
| 1974 | Antoine and Sebastian                 | John                                  |                                                                                |
| 1974 | Thieves Like Us                       | Bowie                                 |                                                                                |
| 1974 | Run, Run, Joe!                        | Joe                                   |                                                                                |
| 1975 | Nashville                             | Tom Frank                             | Academy Award for Best Original Song Golden Globe Award for Best Original Song |
| 1975 | You and Me                            | Death Guy                             |                                                                                |
| 1976 | Lumière                               | David                                 |                                                                                |
| 1976 | Welcome to L.A.                       | Carroll Barber                        |                                                                                |
| 1977 | The Duellists                         | D'Hubert                              |                                                                                |
| 1978 | Pretty Baby                           | Bellocq                               |                                                                                |
| 1978 | Sgt. Pepper's Lonely Hearts Club Band | Our Guests At Heartland               |                                                                                |
| 1979 | Old Boyfriends                        | Wayne Van Til                         |                                                                                |
| 1979 | An Almost Perfect Affair              | Hal Raymond                           |                                                                                |
| 1980 | The Long Riders                       | Jim Younger                           |                                                                                |
| 1981 | Southern Comfort                      | Pfc. Spencer                          |                                                                                |
| 1984 | Choose Me                             | Mickey                                |                                                                                |
| 1984 | Maria's Lovers                        | Clarence Butts                        |                                                                                |
| 1985 | Trouble in Mind                       | Coop                                  |                                                                                |
| 1986 | The Inquiry                           | Tito Valerio Tauro                    |                                                                                |
| 1988 | The Moderns                           | Nick Hart                             |                                                                                |
| 1988 | Backfire                              | Reed                                  |                                                                                |
| 1989 | Street of No Return                   | Michael                               |                                                                                |
| 1989 | Cold Feet                             | Monte Latham                          |                                                                                |
| 1990 | Daddy's Dyin': Who's Got the Will?    | Clarence                              |                                                                                |
| 1990 | The Bachelor                          | Dr. Emil Gräsler                      |                                                                                |
| 1991 | The Ballad of the Sad Cafe            | Marvin Macy                           |                                                                                |
| 1992 | Rabbit Ears: Annie Oakley             | Storyteller                           |                                                                                |
| 1992 | CrissCross                            | John Cross                            |                                                                                |
| 1994 | Andre                                 | Harry Whitney                         |                                                                                |
| 1994 | Mrs. Parker and the Vicious Circle    | Will Rogers                           |                                                                                |
| 1995 | The Tie That Binds                    | John Netherwood                       |                                                                                |
| 1995 | Sălbaticul Bill                       | William Frederick "Buffalo Bill" Cody |                                                                                |
| 1996 | 2 Days in the Valley                  | Detective Creighton                   |                                                                                |
| 1997 | A Thousand Acres                      | Ty Smith                              |                                                                                |
| 1998 | Standoff                              | Zeke Clayton                          |                                                                                |
| 1999 | The Hunter's Moon                     | Turner                                |                                                                                |
| 1999 | Out of the Cold                       | Dan Scott                             |                                                                                |
| 2001 | Cahoots                               | Matt                                  |                                                                                |
| 2001 | Wooly Boys                            | Sheriff Hank Dawson                   |                                                                                |
| 2002 | Falcons                               | Simon                                 |                                                                                |
| 2002 | The Angel Doll                        | Adjult Jerry Barlow                   |                                                                                |
| 2002 | The Outsider                          | Noah Weaver                           |                                                                                |
| 2003 | The Adventures of Ociee Nash          | Papa George Nash                      |                                                                                |
| 2004 | Hair High                             | JoJo                                  |                                                                                |
| 2004 | Balto III: Wings of Change            | Duke                                  |                                                                                |
| 2005 | Our Very Own                          | Billy Whitfield                       |                                                                                |
| 2005 | The Californians                      | Elton Tripp                           |                                                                                |
| 2007 | Elvis and Anabelle                    | Jimmy                                 |                                                                                |
| 2007 | The Death and Life of Bobby Z         | Johnson                               |                                                                                |
| 2007 | All Hat                               | Pete Culpepper                        |                                                                                |
| 2008 | Lake City                             | Roy                                   |                                                                                |
| 2009 | Winter of Frozen Dreams               | Det. Lulling                          |                                                                                |
| 2010 | Peacock                               | Mayor Ray Crill                       |                                                                                |
| 2011 | The Family Tree                       | Reverend Diggs                        |                                                                                |
| 2011 | Cowboys & Aliens                      | Sheriff Taggart                       |                                                                                |
| 2013 | Ain't Them Bodies Saints              | Skerritt                              |                                                                                |
| 2014 | Cowgirls 'n Angels: Dakota's Summer   | Austin Rose                           |                                                                                |
| 2014 | Terroir                               | Jonathan Bragg                        |                                                                                |
| 2016 | A Quiet Passion                       | Edward Dickinson                      |                                                                                |
| 2017 | Ray Meets Helen                       | Ray                                   |                                                                                |
| 2018 | The Old Man & the Gun                 | Calder                                |                                                                                |
| 2021 | The Power of the Dog                  | Governor Edward                       |                                                                                |

### Televiziune
| An           | Titlu                                              | Rol                       | Note |
| ------------ | -------------------------------------------------- | ------------------------- | --- |
| 1971         | Bonanza                                            | Ern                       | Episodul: "Bushwacked"                                                                                   |
| 1972         | Love, American Style                               | George Pomerantz          | Episodul: "Love and the Anniversary"                                                                     |
| 1972         | Man on a String                                    | Danny Brown               | Film TV                                                                                                  |
| 1972–73      | Kung Fu                                            | Middle Caine              | 2 episoade                                                                                               |
| 1980         | A Rumor of War                                     | Lt. Murph McCoy           | Film TV                                                                                                  |
| 1983         | Chiefs                                             | Foxy Funderburke          | 3 episoade Nominalizare—Primetime Emmy Award for Outstanding Supporting Actor in a Miniseries or a Movie |
| 1984         | The Fall Guy                                       | Cook                      | Episodul: "October the 31st"                                                                             |
| 1984         | Scorned and Swindled                               | John Boslett              | Film TV                                                                                                  |
| 1985         | Blackout                                           | Allen Devlin              | Film TV                                                                                                  |
| 1986         | Half a Lifetime                                    | J.J.                      | Film TV Nominalizare—CableACE Award for Best Actor in a Theatrical or Dramatic Special                   |
| 1986         | A Winner Never Quits                               | Pete Gray                 | Film TV                                                                                                  |
| 1987         | Murder Ordained                                    | Trooper John Rule         | Film TV                                                                                                  |
| 1987         | Eye on the Sparrow                                 | James Lee                 | Film TV                                                                                                  |
| 1988         | Stones for Ibarra                                  | Richard Everton           | Film TV                                                                                                  |
| 1988         | My Father, My Son                                  | Lt. Elmo Zumwalt III      | Film TV                                                                                                  |
| 1989         | The Revenge of Al Capone                           | Michael Rourke            | Film TV                                                                                                  |
| 1989         | Hallmark Hall of Fame                              | Richard Everton           | Episodul: "Stones for Ibarra"                                                                            |
| 1989         | Confessional                                       | Liam Devlin               | 4 episoade                                                                                               |
| 1989         | The Forgotten                                      | Captain Tom Watkins       | Film TV                                                                                                  |
| 1990         | Judgment                                           | Pete Guitry               | Film TV                                                                                                  |
| 1991         | Payoff                                             | Peter 'Mac' McAllister    | Film TV                                                                                                  |
| 1992         | Lincoln                                            | William Herndon (Voce)    | Film TV                                                                                                  |
| 1994         | In the Best of Families: Marriage, Pride & Madness | Tom Leary                 | Film TV                                                                                                  |
| 1994         | Is There Life Out There?                           | Brad                      | Film TV                                                                                                  |
| 1995         | Trial by Fire                                      | Owen Turner               | Film TV                                                                                                  |
| 1996         | Special Report: Journey to Mars                    | Capt. Eugene T. Slader    | Film TV                                                                                                  |
| 1996         | Dead Man's Walk                                    | Bigfoot Wallace           | 3 episoade                                                                                               |
| 1997         | Perversions of Science                             | Arthur Bristol            | Episodul: "Dream of Doom"                                                                                |
| 1997         | Keeping the Promise                                | William (Will) Hallowell  | Film TV                                                                                                  |
| 1997         | Last Stand at Saber River                          | Vern Kidston              | Film TV                                                                                                  |
| 1997–98      | Fast Track                                         | Dr. Richard Beckett       | 23 episoade                                                                                              |
| 1998         | American Buffalo: Spirit of a Nation               | Narrator                  | Documentar TV                                                                                            |
| 1999         | Outreach                                           | Dr. Vincent Shaw          | Film TV                                                                                                  |
| 1999         | Hard Time: Hostage Hotel                           | Cpl. Arlin Flynn          | Film TV                                                                                                  |
| 1999         | Night Ride Home                                    | Neal Mahler               | Film TV                                                                                                  |
| 1999         | Sirens                                             | Officer Dan Wexler        | Film TV                                                                                                  |
| 1999         | A Song from the Heart                              | Oliver Comstock           | Film TV                                                                                                  |
| 2000         | Metropolis                                         | Quincy                    | Film TV                                                                                                  |
| 2000         | Enslavement                                        | Pierce Butler             | Film TV                                                                                                  |
| 2000         | Baby                                               | John Malone               | Film TV                                                                                                  |
| 2001         | The Diamond of Jeru                                | John Lacklan              | Film TV                                                                                                  |
| 2002         | American Experience                                | Narrator                  | Episodul: "Public Enemy Number 1"                                                                        |
| 2002         | Frasier                                            | Carl (Voce)               | Episodul: "Frasier Has Spokane"                                                                          |
| 2002         | Arliss                                             | Lamar Scott               | Episodul: "What You See Is What You Get"                                                                 |
| 2002         | Street Time                                        | Frank Dugan               | 3 episoade                                                                                               |
| 2003         | Star Trek: Enterprise                              | Captain A.G. Robinson     | Episodul: "First Flight"                                                                                 |
| 2003         | Spider-Man: The New Animated Series                | Jonah Jameson (Voce)      | 5 episoade                                                                                               |
| 2003         | Monte Walsh                                        | Chester 'Chet' Rollins    | Film TV                                                                                                  |
| 2003         | Coyote Waits                                       | John McGinnis             | Film TV                                                                                                  |
| 2003–04      | Wild West Tech                                     | Host                      | 13 episoade                                                                                              |
| 2004         | Deadwood                                           | Wild Bill Hickok          | 5 episoade Nominalizare—Satellite Award for Best Actor – Miniseries or Television Film                   |
| 2004–05      | Complete Savages                                   | Nick Savage               | 19 episoade                                                                                              |
| 2005         | Into the West                                      | Capt. Richard H. Pratt    | Episodul: "Casualties of War"                                                                            |
| 2006         | Where There's a Will                               | Sheriff Clifford Laws     | Film TV                                                                                                  |
| 2007         | American Masters                                   | Narrator                  | Episodul: "Novel Reflections: The American Dream"                                                        |
| 2007         | Criminal Minds                                     | Frank Breitkopf           | 2 episoade                                                                                               |
| 2007–09      | Dexter                                             | Special Agent Frank Lundy | 15 episoade                                                                                              |
| 2008         | Numbers                                            | Carl McGowan              | 3 episoade                                                                                               |
| 2008         | Crash                                              | Owen                      | 2 episoade                                                                                               |
| 2009         | Law & Order                                        | Martin Garvik             | Episodul: "Take-Out"                                                                                     |
| 2009         | Dollhouse                                          | Matthew Harding           | 3 episoade                                                                                               |
| 2009         | Damages                                            | Julian Decker             | 5 episoade                                                                                               |
| 2010–19      | The Big Bang Theory                                | Wyatt                     | 5 episoade                                                                                               |
| 2012         | Missing                                            | Martin                    | 7 episoade                                                                                               |
| 2014         | The Following                                      | Barry                     | Episodul: "Resurrection"                                                                                 |
| 2014         | Raising Hope                                       | Colt Palomino             | Episodul: "Anniversary Ball"                                                                             |
| 2014         | NCIS                                               | Mannheim Gold             | Episodul: "Rock and a Hard Place"                                                                        |
| 2014–15      | Fargo                                              | Lou Solverson             | 9 episoade                                                                                               |
| 2014–19      | Madam Secretary                                    | President Conrad Dalton   | 93 episoade                                                                                              |
| 2015         | Mike Tyson Mysteries                               | Jason B. (Voce)           | Episodul: "Jason B. Sucks"                                                                               |
| 2021–present | Fear the Walking Dead                              | John Dorie Sr.            | 3 episoade                                                                                               |

### Joc video
| An   | Titlu              | Rol          | Note |
| ---- | ------------------ | ------------ | ---- |
| 2012 | Hitman: Absolution | Blake Dexter | Voce |